# Ansa di Castelnovate
Ansa di Castelnovate è il nome di un sito di interesse comunitario della rete Natura 2000 situato in provincia di Varese.

## Descrizione e caratteristiche
Il sito occupa un'area di 302 ha nei comuni di Vizzola Ticino e Somma Lombardo, nell'ansa formata dal fiume Ticino all'altezza della frazione di Castelnovate e, più a nord, nel tratto di territorio compreso tra il Ticino e il canale Industriale.
L'area è interamente inclusa nel Parco naturale lombardo della Valle del Ticino e nella Riserva della Biosfera Ticino Val Grande Verbano. Confina con un altro sito di interesse comunitario: la Brughiera del Dosso.

## Habitat
Sono cinque gli habitat di interesse comunitario presenti nel sito, che occupano circa il 14% della sua superficie:
- Dune dell'entroterra con prati aperti a Corynephorus e Agrostis
- Fiumi delle pianure e montani con vegetazione del Ranunculion fluitantis e Callitricho-Batrachion
- Formazioni erbose secche seminaturali e facies coperte da cespugli su substrato calcareo (Festuco-Brometalia) (* notevole fioritura di orchidee)
- Vecchi querceti acidofili delle pianure sabbiose con Quercus robur
- Foreste alluvionali di Alnus glutinosa e Fraxinus excelsior (AlnoPadion, Alnion incanae, Salicion albae)

## Flora

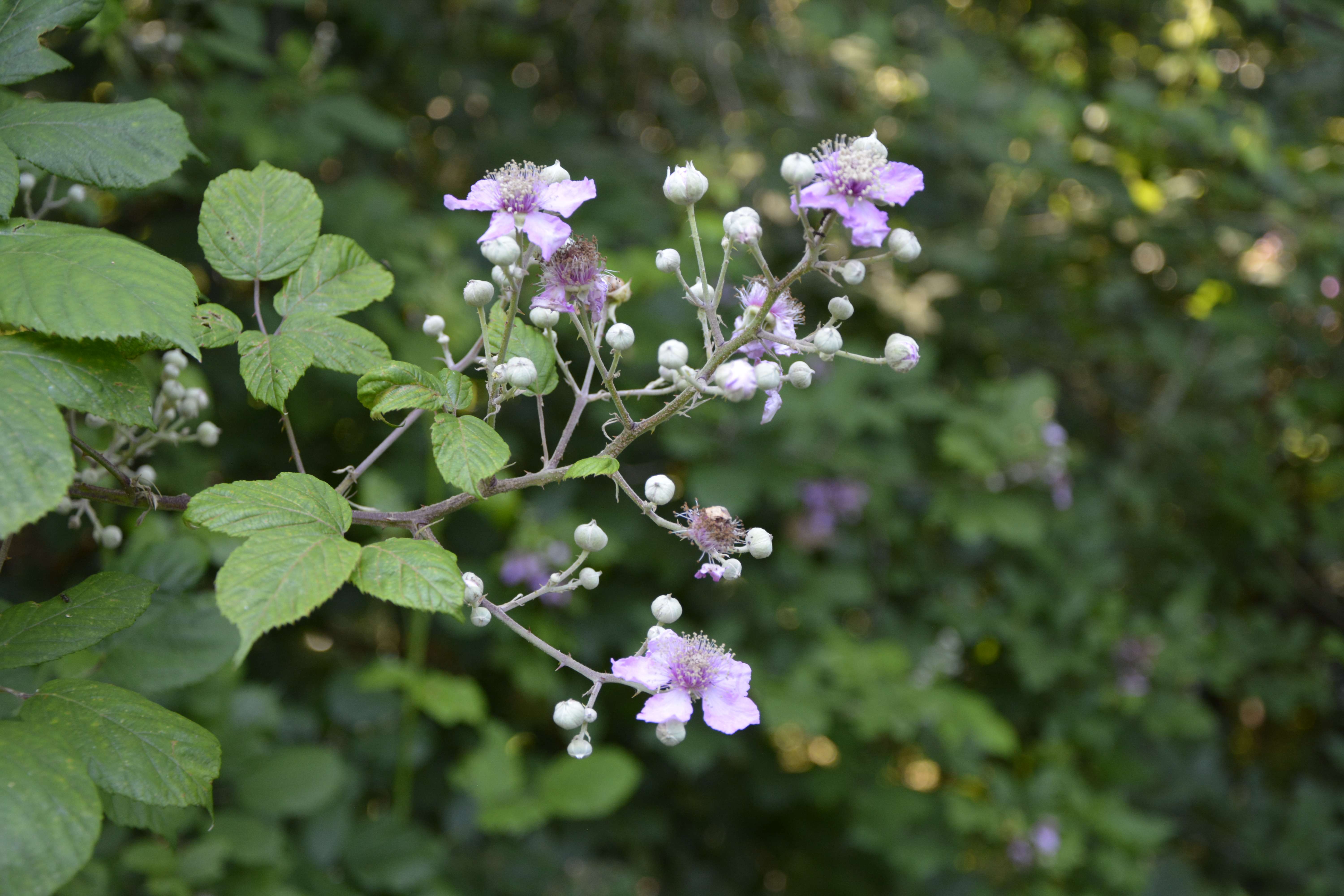
Fiori di Rubus ulmifolius (rovo) nell'Ansa di Castelnovate.

Nel sito non sono presenti specie vegetali considerate di interesse comunitario: sono comunque rilevanti la muffolaria azzurra, l'anemone dei boschi, la sottospecie Armeria arenaria arenaria dello spillone lanceolato, la sottospecie Campanula trachelium trachelium della campanula selvatica, la carice brizolina, la sottospecie Centaurea deusta splendens del fiordaliso cicalino, il garofanino dei Certosini, la sottospecie Dianthus seguieri seguieri della rosa di Sequier, il dente di cane, la sottospecie Fragaria vesca vesca della fragola di bosco, il giaggiolo acquatico, il giacinto dell'uva, il miglio ondulato, la felce florida, la felce palustre, la sottospecie Pulsatilla montana montana dell'anemone montana, la rosa gallica e il pungitopo. La presenza di tutte queste e di altre specie, rende il sito di notevole interesse floristico.

## Fauna

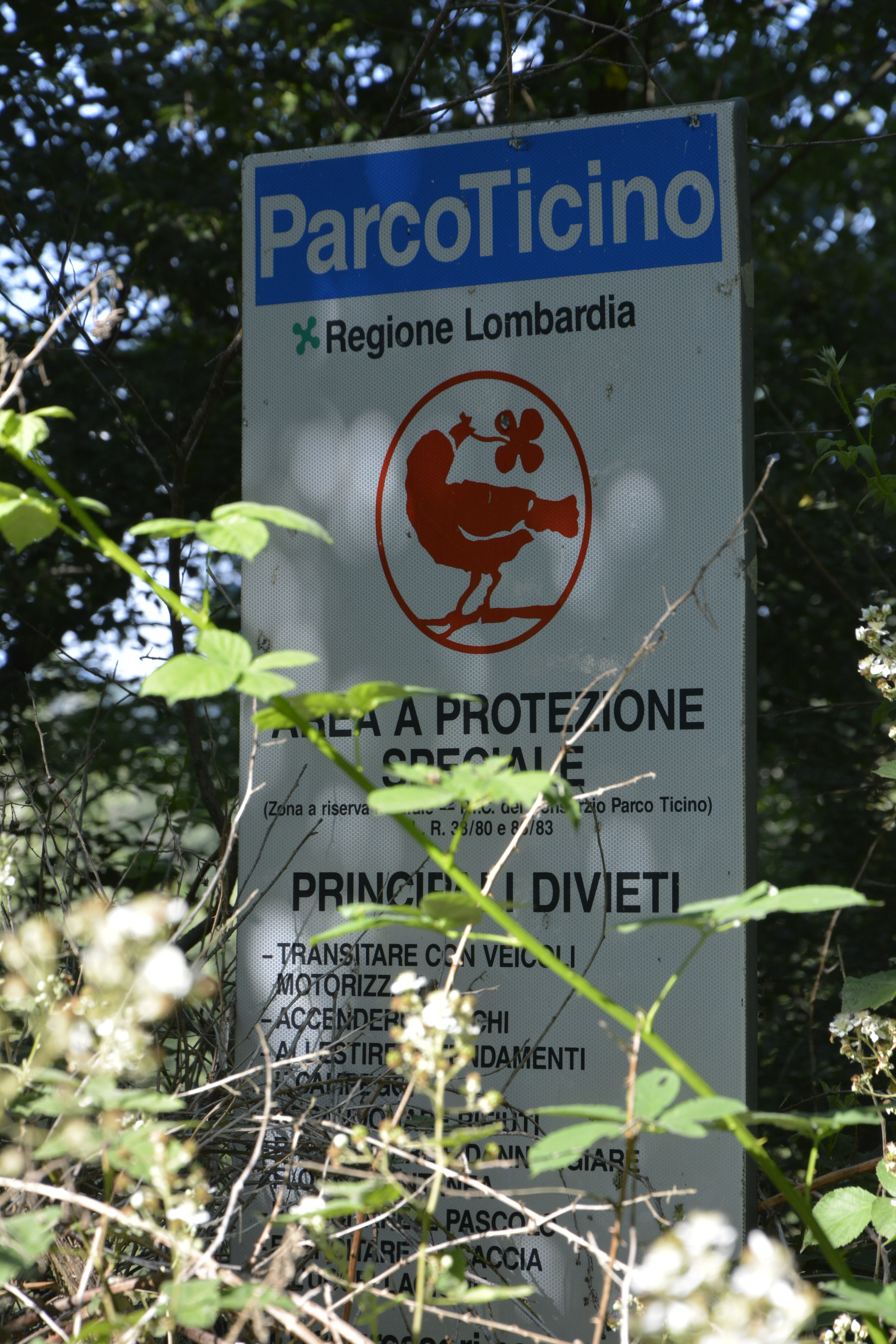
Segnaletica all'interno dell'Ansa di Castelnovate.

### Uccelli
Nel sito sono presenti cinquanta specie di uccelli considerati di interesse comunitario. Di questi, è molto rara l'albanella minore, mentre altre specie rare sono l'ortolano, il migliarino di palude, il pigliamosche comune e la sterpazzola. Si contano inoltre fino a trenta individui di airone bianco maggiore, dalle cinque alle venti coppie di garzetta, una decina di esemplari di averla piccola, tra i cinque e i venti individui di nitticora e fino a venti esemplari di sterna comune.

### Mammiferi
Tra i mammiferi presenti nell'area sono degni di nota il riccio europeo, la faina, la donnola, il tasso, il moscardino, il ghiro, lo scoiattolo comune e, tra i chirotteri, il vespertilio di Daubenton, il pipistrello albolimbato e il pipistrello di Nathusius.

### Rettili
Non sono presenti rettili di interesse comunitario, ma è comunque rilevante la presenza di colubro di Esculapio, biacco, aspide, biscia tassellata e ramarro occidentale.

### Anfibi
La rana di Lataste è l'unico anfibio presente nel sito considerato di interesse comunitario. Si segnala inoltre la presenza di rospo comune, raganella italiana e rana agile.

### Pesci
Sono presenti undici specie di pesci di interesse comunitario: il barbo comune, la savetta, il cobite italiano, la lasca, il vairone e i più rari pigo, barbo canino e trota marmorata. Ancora più rari sono lo storione cobice, lo scazzone e la lampreda padana.

### Invertebrati
Sono tre gli invertebrati considerati di interesse comunitario: il cerambice della quercia, il ditisco a due fasce e il cervo volante.